# تاش
تاش روستایی از توابع بخش بسطام، شهرستان شاهرود در استان سمنان با اقلیم کوهستانی است. این روستا در ارتفاع ۲۵۰۰ متری از سطح دریا در ناحیه البرز شرقی واقع شده‌است.
گویش و آداب و رسوم مردمان تاش به دلیل قرار داشتن روستا در خط مرزی استان سمنان و گلستان به سبک استرآبادی (مازندرانی یا مازنی) ولی منحصر به روستای تاش است. 

## تاریخ
به لحاظ تاریخی قدمت روستای تاش به قبل از ظهور اسلام در ایران باز می‌گردد.روستای تاش بر یکی از مسیرهای فرعی جاده ابریشم قرار داشت که از میل رادکان شروع و پس از طی روستای شاهکوه و تاش به شاهرود و مسیر شاهراه خراسان وصل می‌شد. دلیل ساخت میل رادکان نیز راهنمایی کاروانیان بود. به همین دلیل در گذشته‌های دور افرادی از این مسیر گذر کرده و شرح سفر را در خاطرات خود بازگو نموده‌اند. که از جمله معروف‌ترین آن‌ها می‌توان به سفرنامه گوبینو فرانسوی، سفرنامه کنت ونیوویچ و گذر ناصرالدین شاه قاجار اشاره کرد. شاه قاجار به قصد شکار اقامتی یک روزه در منطقه داشته که شرح آن را در خاطرات خود آورده است. اسناد نشان می‌دهد اشاره او به روستای تاش و کاروانسرای تجر است.  همچنین روستای تاش یک تلگرافخانه نیز داشت.

## محیط زیست گیاهی و جانوری
محصولات باغی تاش زردآلو، هلو، سیب، آلبالو، گردو، آلو و گلابی و محصولات کشاورزی آن سیب زمینی، گندم، جو، یونجه و... هستند.
درخت اورس نیز در اطراف روستا یافت می‌شود. حیواناتی نظیر پلنگ، گرگ، شغال، خرس قهوه‌ای، بز کوهی، روباه، خارپشت، سمور، مار، موش، کلاغ، عقاب، لاش‌خور، ماهی قزل آلا و زاغ از گونه‌های جانوری ین منطقه هستند.

## جاذبه‌های گردشگری
قله ۴۰۰۰ متری شاهوار در شمال روستا واقع شده است و مسیر صعود آن از تاش شروع می‌شود. به همین دلیل فدراسیون کوهنوردی ایران پناهگاهی برای کوهنوردان در تاش تاسیس کرده است. معدن بوکسیت آلومینیوم، وابسته به الومینای جاجرم، در نزدیکی کوه شاهوار در حال بهره‌برداری است.